# Atemrohr

Anatomie der Larve der Culex-Mücke mit Atemrohr (Siphon)

Ein Atemrohr oder Siphon dient aquatisch lebenden Insekten oder ihren Larven dem Gasaustausch, es wird am Wasserspiegel als Schnorchel benutzt. Das Atemrohr bildet einen Teil des Tracheensystems.

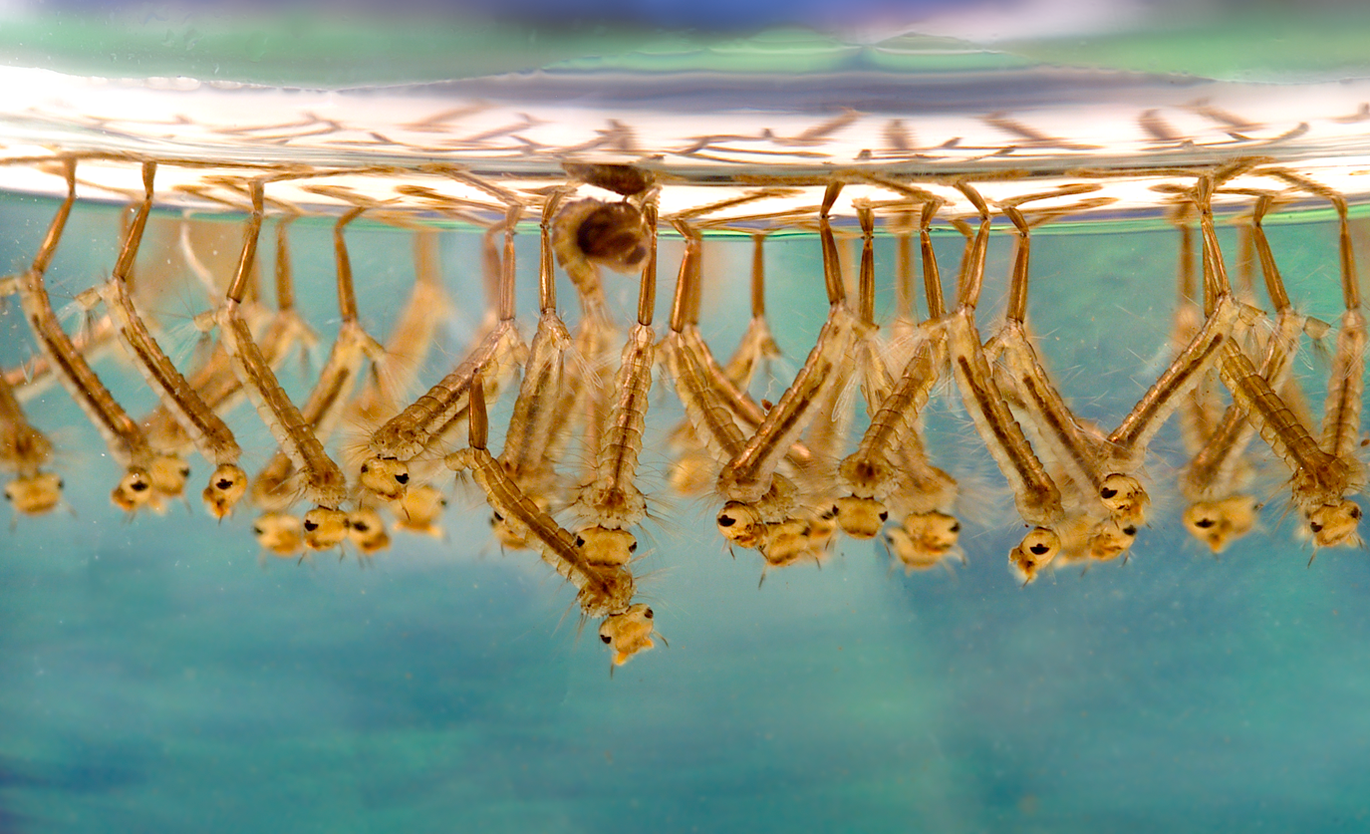
Larven der Culex-Mücke. Wie auf dem Bild zu sehen, bilden die Larven dichte Gruppen an der Oberfläche stehender Gewässer. Die dunklere Struktur in der oberen Bildmitte ist wahrscheinlich eine Puppe

Viele aquatisch lebende Insektenlarven besitzen kein Atemrohr, sondern innenliegende oder äußere verästelte oder unverzweigte Tracheenkiemen oder Blutkiemen oder Analkiemen oder Kombinationen davon.

## Anatomie
Die anatomischen Formen und Funktionen von Atemrohren können unterschiedlich sein.

### Culex
Das Atemrohr der Culex-Larven entspringt dem letzten (8.) Segment des Hinterleibes und ragt nach hinten. Die Larve hängt kopfüber mit dem Atemrohr an der Wasseroberfläche, sodass das obere Ende den Luftraum erreicht. An seinem Ende beherbergt das Atemrohr zwei runde  Öffnungen. Sie sind von 5 dreieckigen Spitzen umgeben, die unter Wasser zusammenklappen und als Verschluss dienen.
Chitin-Borstenbüschel am Ende des Analsegments erhöhen die Adhäsion und helfen, an der Grenzflächenschicht zu haften.
Zusätzlich sind bei Culex-Larven Analkiemen vorhanden, die jedoch weniger zum Gasaustausch beitragen.

### Rattenschwanzlarven

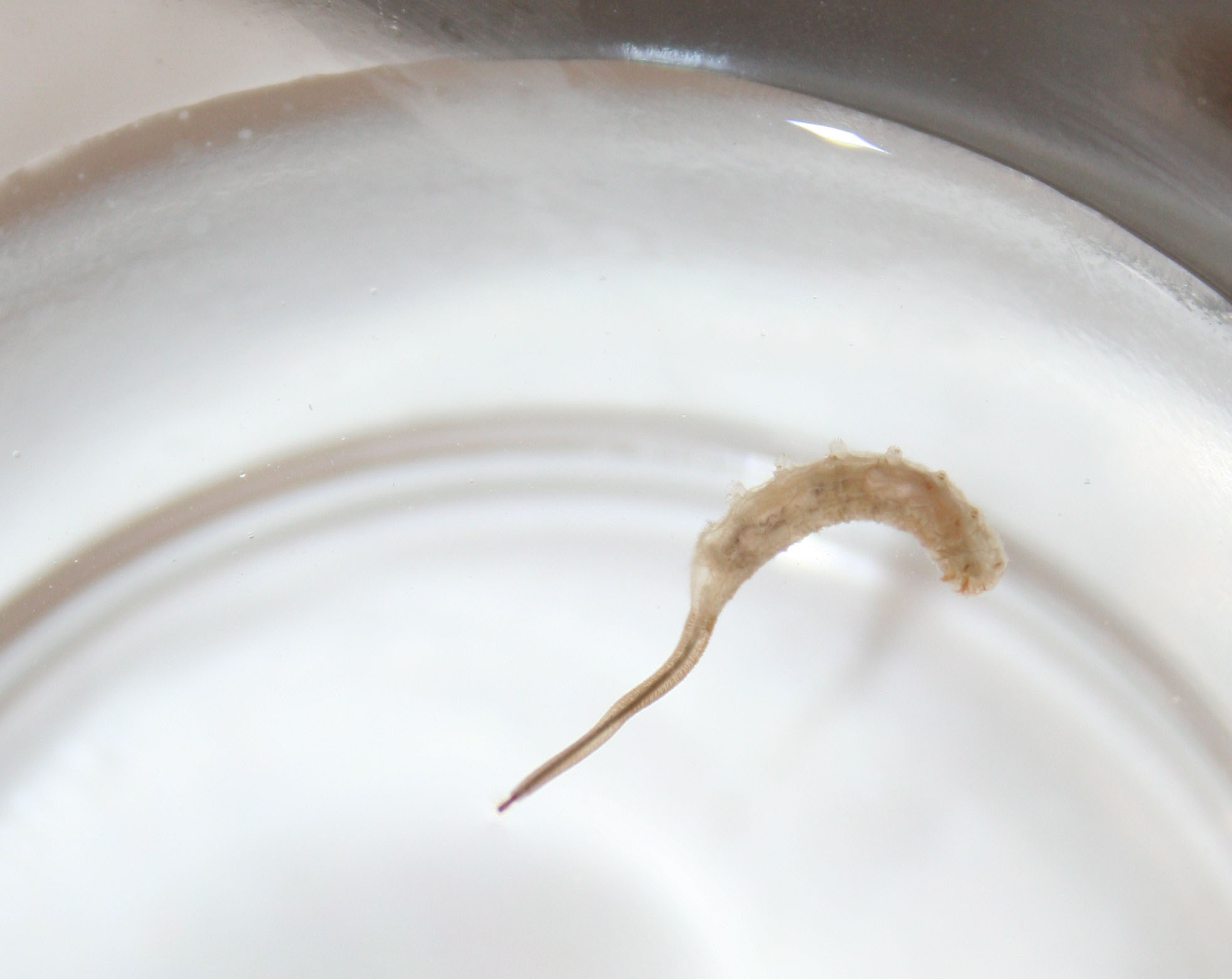
Larve von Eristalis tenax mit körperlangem Atemrohr

Rattenschwanzlarven, beispielsweise Larven der Mistbiene, tragen an ihrem Hinterende einen röhrenförmigen, teleskopartig ausfahrbaren Atemsiphon. Dieses Atemrohr kann mindestens Körperlänge erreichen, oft kann es noch länger ausgefahren werden. Diese Länge erlaubt es Rattenschwanzlarven, am Grund seichter Gewässer zu leben.

### Salzfliegen
Das Atemrohr der Salzfliegen ähnelt dem der Rattenschwanzlarven, es ist jedoch kürzer als ihre Körperlänge.

### Skorpionswanzen

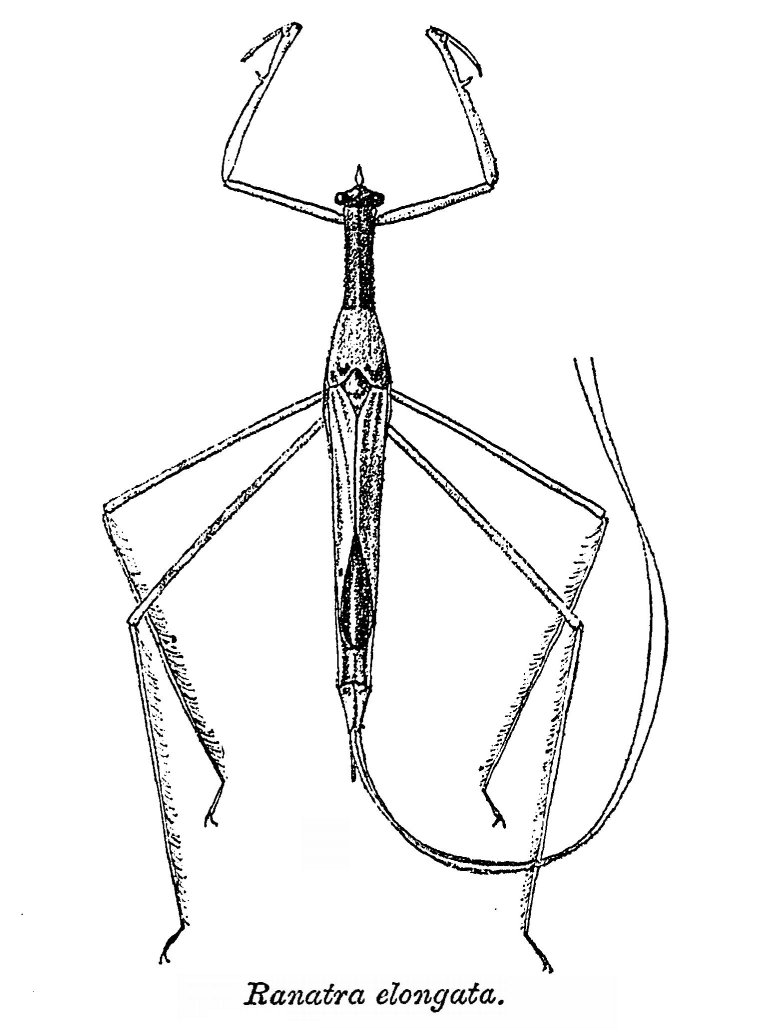
Ranatra elongata mit einem Paar zweier langer Halbröhren als Atemrohr

Die Skorpionswanzen tragen als Adulttiere ein langes Atemrohr an ihrem Hinterende, welches aus einem Paar Halbröhren besteht, die zu einem Siphon gebündelt werden können. Die Larven besitzen kein Atemrohr, sondern seitliche Tracheenöffnungen.